# Lucidina okadai
Lucidina okadai là một loài bọ cánh cứng trong họ Đom đóm (Lampyridae). Loài này được Nakane & Ohboyashi miêu tả khoa học năm 1949.